# Belgrade (Montana)
Belgrade ist eine Stadt in Gallatin County im Bundesstaat Montana in den Vereinigten Staaten. Das U.S. Census Bureau hat bei der Volkszählung 2020 eine Einwohnerzahl von 10.460 ermittelt.
Die Stadt liegt nordöstlich des geografischen Zentrums des Countys im Südwesten von Montana, etwa 20 Kilometer von Bozeman, dem Sitz der Countyverwaltung, entfernt.
Die Stadt wurde im Juli 1881 von Thomas B. Quaw, einem Geschäftsmann, bei der Countyverwaltung eingetragen. An dieser Stelle befand sich ein Abstellgleis an der Bahnstrecke der Northern Pacific Railway. Der Name ist die englische Schreibweise von Belgrad, der Hauptstadt Serbiens und war eine Huldigung an serbische Geschäftsleute, welche einen Teil der Northern Pacific Railway finanziert hatten. 1906 bekam die Stadt eine eigene Verwaltung. Östlich der Stadt liegt der  Bozeman Yellowstone International Airport.
Das Belgrader Special Events Center ist eine 1996 erbaute Mehrzweckhalle mit 4.800 Sitzplätzen. Sie wird von verschiedenen Sportmannschaften von Belgrade und Umgebung genutzt. Als größte Halle der Umgebung, werden in ihr größere Wettkämpfe des gesamten Countys veranstaltet. 
Die Rennstrecke  Gallatin Speedway liegt nordöstlich des Flughafens. Das Oval wird zwischen Mai und September für Stock-Car Rennen genutzt.
Das Belgrader Herbstfest ist seit 1960 Tradition und wird am dritten Wochenende im September gefeiert. Neben einer Parade werden verschiedene Aktivitäten wie ein Barbecue, Kunstausstellungen und Sportwettkämpfe geboten.

## Söhne und Töchter
- Philip Winchester (* 1981), amerikanisch-britischer Schauspieler